# لوحة مفاتيح أبل

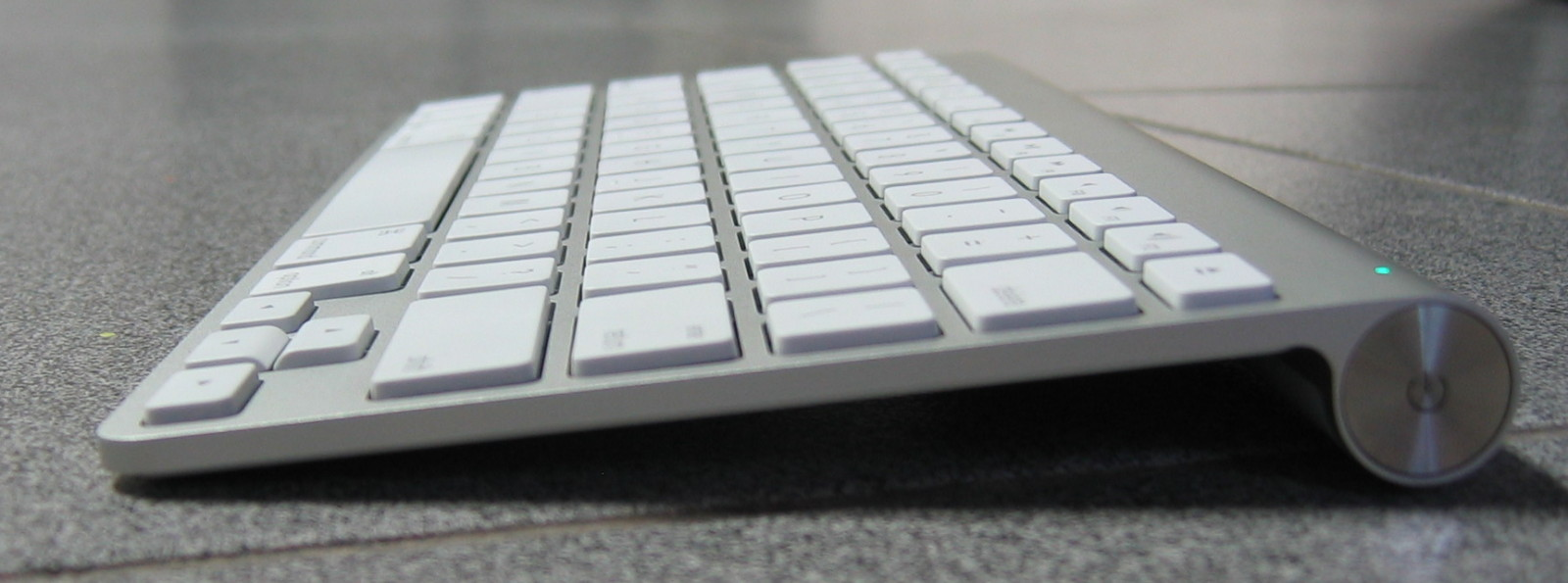
لوحة المفاتيح اللاسلكية الرقيقة المعتمدة حاليا.

لوحات مفاتيح أبل هي لوحات مفاتيح خاصة تصنع من قبل شركة أبل. في البداية كانوا مدمجين مع الحواسيب ثم من سنة 1984 أصبحوا كوحدات مستقلة خارجية مع صدور أول حاسوب ماكنتوش.

## لوحات مفاتيح أي ماك جي 3 و باور ماك جي 4

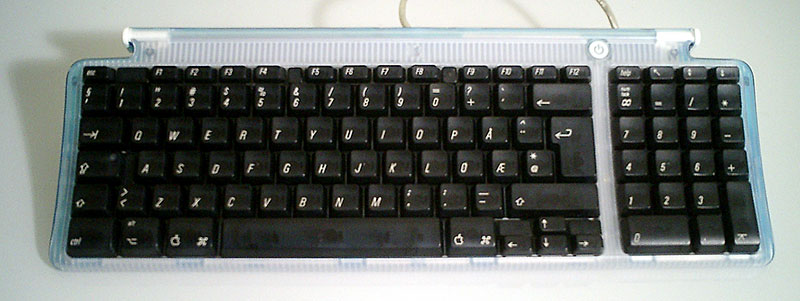
لوحة مفاتيح يو أس بي (USB)

في البداية، لوحة المفاتيح هذه (في الصورة المقابلة) بيعت مع آي ماك جي 3 فقط في سنة 1998، ثم أصبحت لوحة المفاتيح الرئيسية لكل أنواع الماكنتوش لمدة سنتين. و كانت هذه اللوحة هي أول لوحة مفاتيح ذات صنع بلاستيكي شفاف وأيضا مع شريط جابي أزرق. بالإضافة إلى أنها أول لوحة مفاتيح تحمل منفذي USB 1.1.

## لوحات مفاتيح آي ماك جي 4 و كور ديو وكور 2 ديو

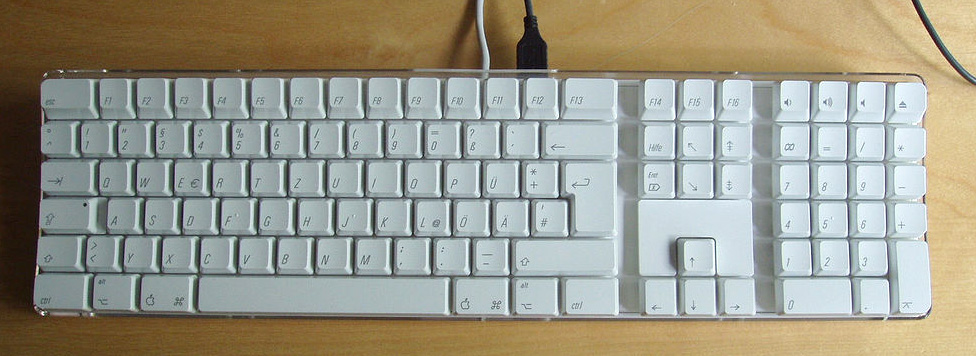
لوحة مفاتيح USB برو.

لوحة المفاتيح هذه، صنعت في شهر مايو 2002 مع الحاسوب آي ماك جي 4، و يلاحظ أنه قد أحدثت تغييرات جذرية على اللوحة: إحداث قاعدة بيضاء يوضع عليها طبقة بلاستيكية شفافة (لتناسب التصميم الجديد لحواسيب أي ماك)، بالإضافة إلى جعل اللوحة منحنية قليلا لراحة اليد. مع الإبقاء على منفذي USB, اللذين يسمحان بربط الفأرة المصنوعة من قبل أبل أو بضع ملحقات أخرى.

## لوحات مفاتيح الأليمنيوم

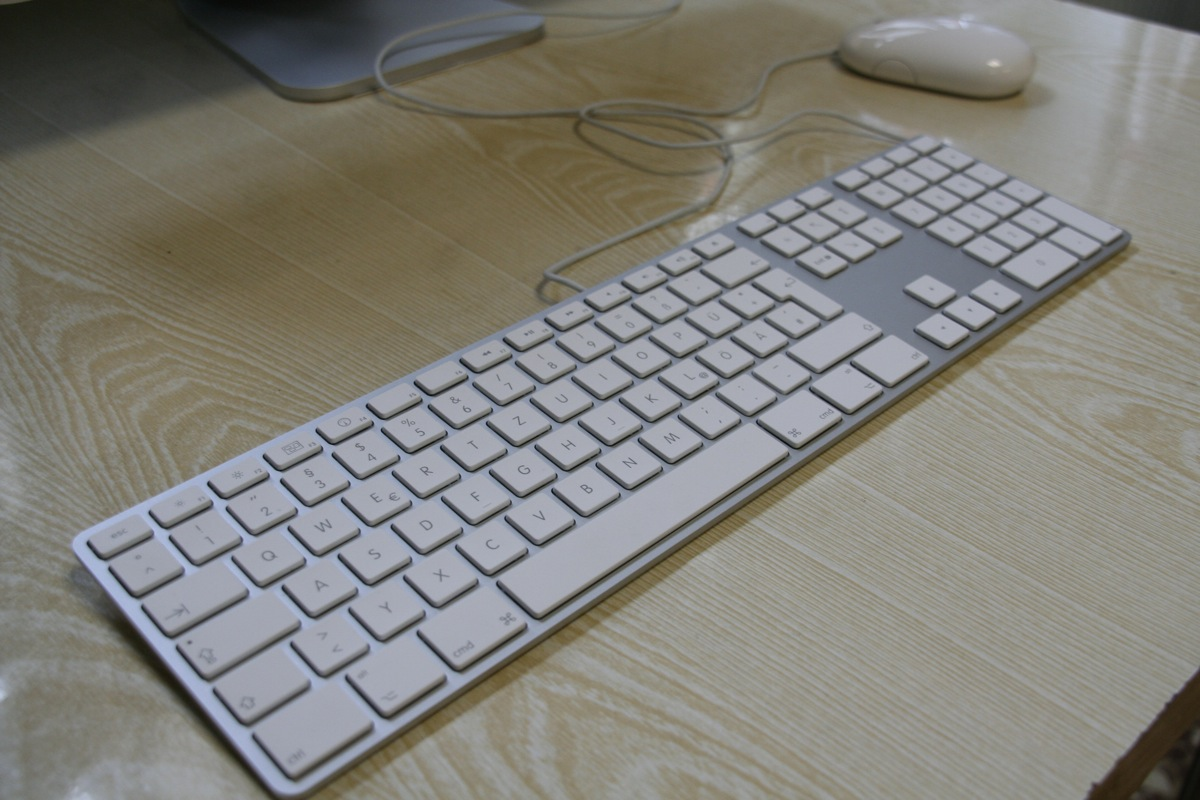
لوحة مفاتيح أبل السلكية مصنوعة بالأليمنيوم.

في سنة 2007، حدثت أبل منتوجاتها من لوحات المفاتيح، حيث أصبحت تصنع بأكسيد الأليمنيوم فائق الرقة مع مفاتيح بيضاء لحواسيب ماك بوك. هذه اللوحة لم تحمل شعار أبل المتمثل في التفاحة على مفتاح النظام (أو ما يسمى بمفتاح أبل) منذ 21 سنة.

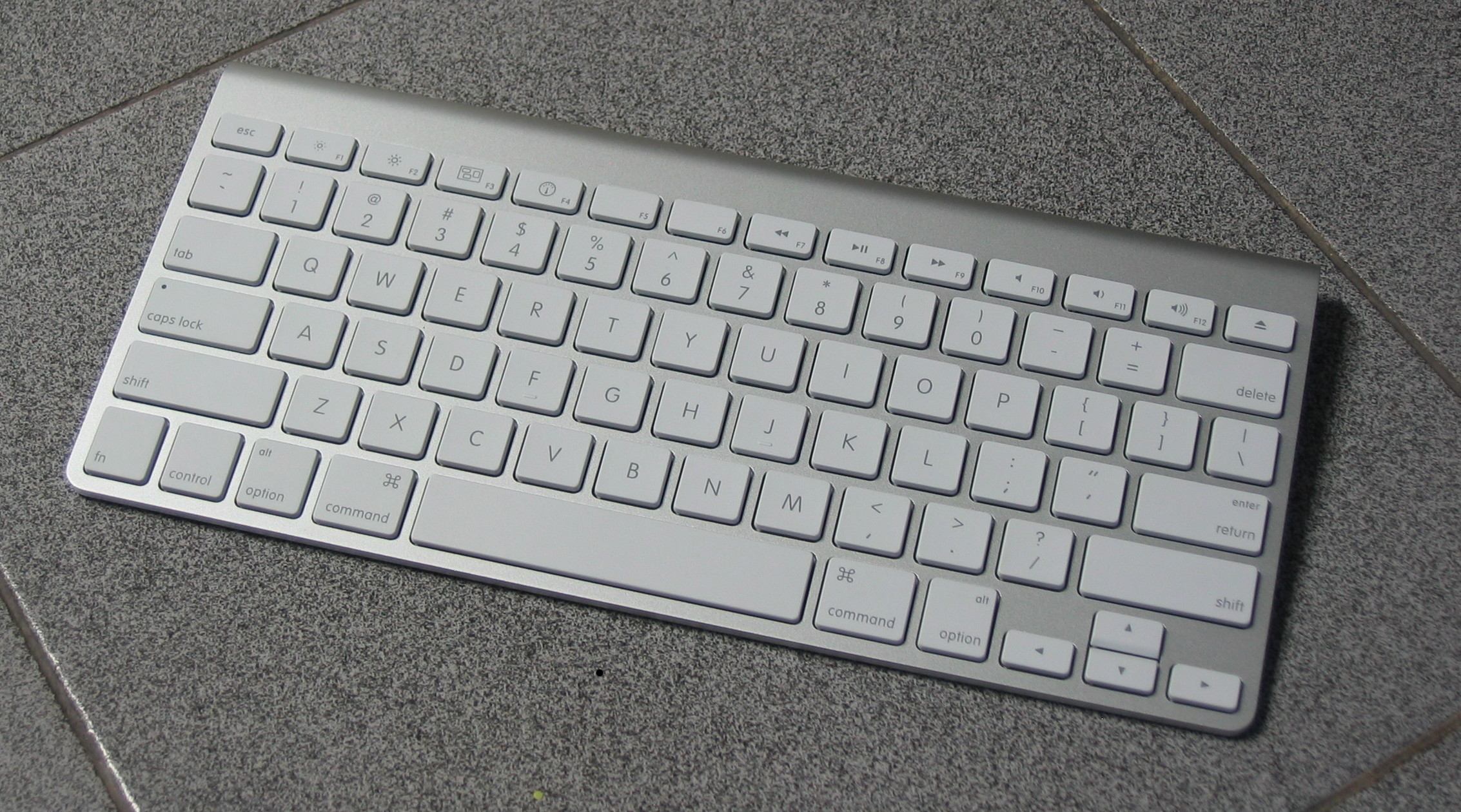
لوحة مفاتيح لاسلكية بالألمنيوم تعمل بالبلوتوث.

منذ أكتوبر 2009، أصدرت أبل حواسيب الأي ماك التابعة لها بألواح مفاتيح قصيرة لاسلكية و بالبلوتوث. مع إمكانية شراء لوحة مفاتيح سلكية بطلبها عند شراء الحاسوب، وأيضا نسخة اللوحات السلكية تتضمن منفذي USB 2.0.

تحتوي لوحة المفاتيح اللاسلكية التي تعمل بالبلوتوث خاصية العمل على بعد 10 أمتار من الحاسوب.

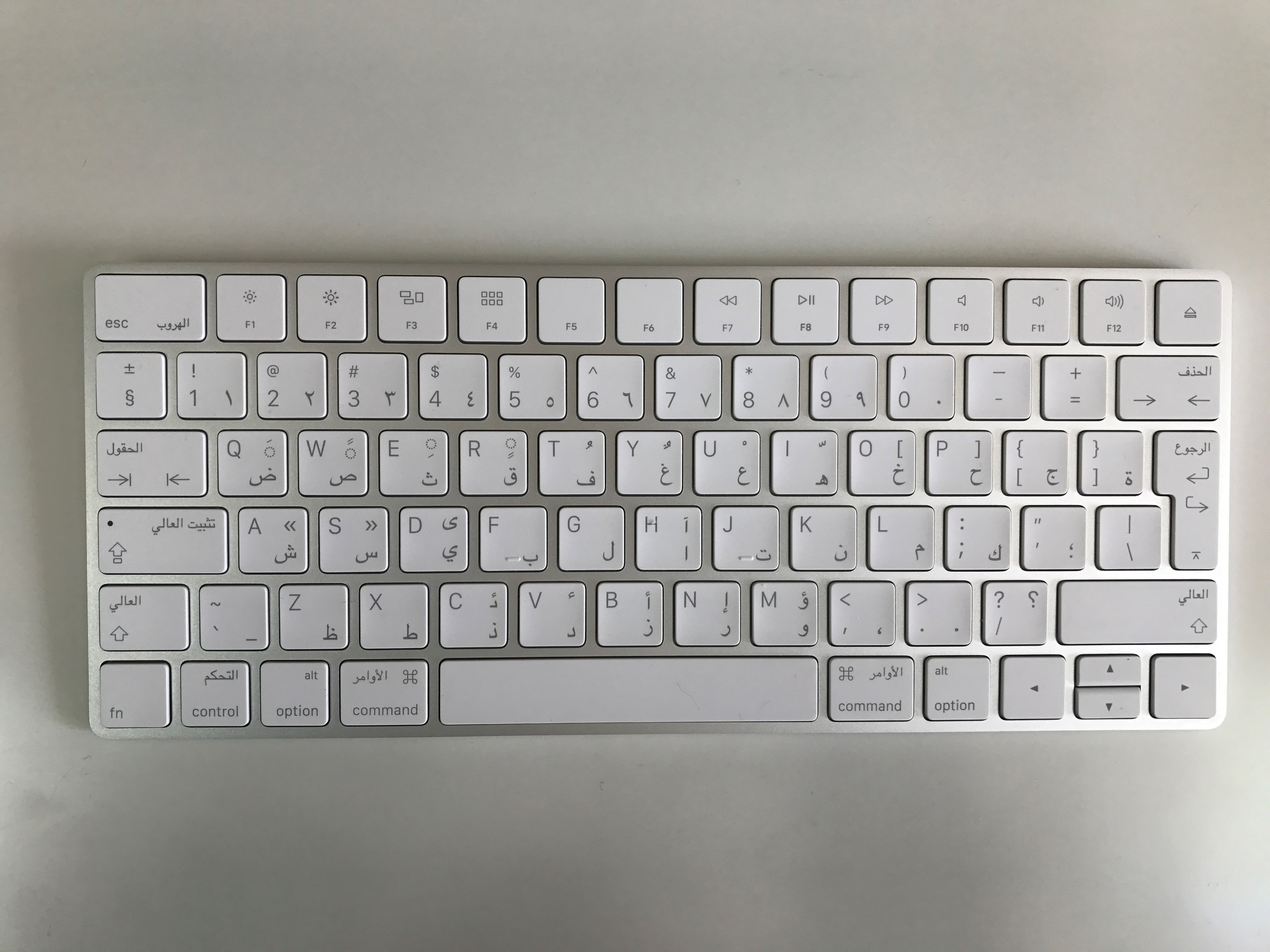
لوحة مفاتيح أبل العربية

## روابط خارجية
- معلومات إضافية على ألواح مفاتيح أبل على الموقع الرسمي لشركة أبل. (فرنسي)
- معلومات إضافية على ألواح مفاتيح أبل على الموقع الرسمي لشركة أبل. (إنجليزي)
- معلومات مفاتيح لوحة مفاتيح أبل على موقع "linternaute". (فرنسي)